# 福崎北料金所
福崎北料金所（ふくさききたりょうきんじょ）は、兵庫県神崎郡福崎町にある播但連絡道路の本線料金所である。
福崎南TB・福崎北TB間の外側線北端にあり、福崎北ランプ、福崎IC、福崎南ランプの各ICと市川南ランプ以北とのアクセスに用いられる。
播但連絡道路は当初、区間毎の均一料金制であったため、内側線（本線）に福崎北本線料金所が併設されていたが、2000年の全線開通を期に対距離料金制（通行券方式）に変わったことから廃止された。

## 歴史
- 1975年11月1日：福崎北ランプ～市川北ランプ間開通に伴い、福崎北料金所および福崎北本線料金所設置。
- 2000年5月26日：対距離料金制移行に伴い、福崎北本線料金所廃止。
- 2008年3月28日：ETCレーンが開設され、ノンストップ化に対応。

## 隣
E95 播但連絡道路
(7) 福崎南ランプ - (9) 福崎IC - (8) 福崎北ランプ - 福崎北TB - (9) 市川南ランプ